# 23-тя піхотна дивізія (Російська імперія)
23-тя піхотна дивізія — піхотне з'єднання в складі Російської імператорської армії. Штаб дивізії: Ревель. Входила в 18-й армійський корпус.

## Історія

### Формування
За час свого існування дивізія кілька разів змінювала свою найменування]], і іменувалася в періоди (років):
- 1806 - 1810 - 23-тя дивізія;
- 1810 - 1811 - 25-та піхотна дивізія;
- 01.1811 - 10.1811 - 27-ма піхотна дивізія;
- 1811 - 1813 - 28-ма піхотна дивізія;
- 1813 - 1820 - 29-та піхотна дивізія;
- 1820 - 1831 - 26-та піхотна дивізія;
- 1831 - 1834 - 28-ма піхотна дивізія;
- 1834 - 20.02.1845 - 22-га піхотна дивізія;
- 20.02.1845 - 26.04.1863 - 23-тя піхотна дивізія.

26.04.1863 дивізія була розформована, з її частин утворений 12-й округ Корпусу Внутрішньої варти.
- 13.08.1863 - 1918 - 23-тя піхотна дивізія.

Знову сформована наказом військового міністра № 285 від 13 серпня 1863 року в числі 12 піхотних дивізій (з 23-ї по 34-ту) (на формування яких були звернені полки скасованих 1-ї, 2-ї, 3-ї і 5-ї резервних піхотних дивізій). Управління дивізії було сформовано заново.

### Бойовий шлях дивізії
23-тя артилерійська бригада брала участь в Російсько-японській війні.
Наприкінці 1917 року 1-ша бригада дивізії увійшла до складу Ревельского укріпленого району Морської фортеці Імператора Петра Великого.

## Склад
- управління
- 1-ша бригада (Ревель)
  - 89-й піхотний Біломорський полк
  - 90-й піхотний Онежський полк
- 2-га бригада (Ревель)
  - 91-й піхотній Двинський полк
  - 92-й піхотній Печорський полк

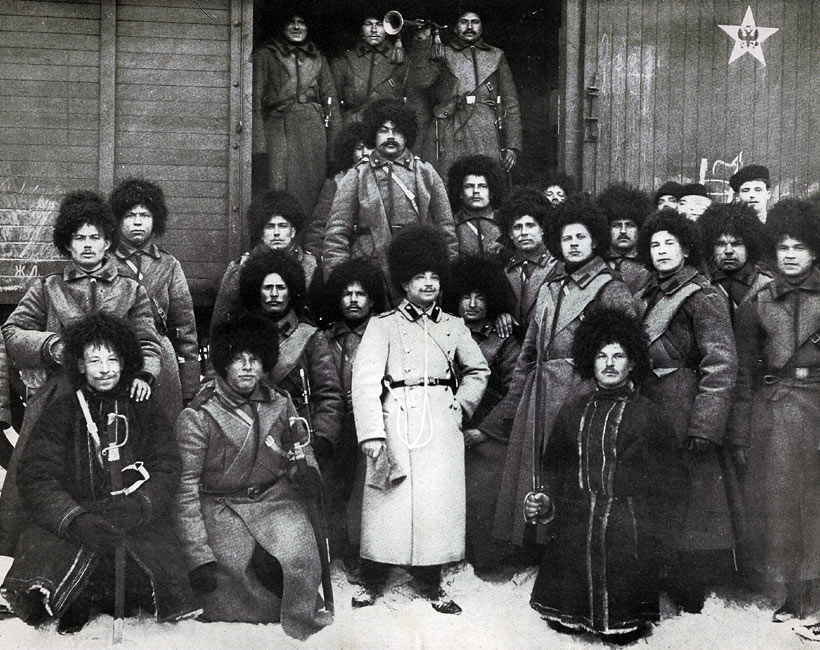
З Гатчини на японський фронт, у Маньчжурію, воювати з японцями вирушає 23-тя артилерійська бригада, зима 1904, на прохання фотокореспондента Віктора Булли каноніри картинно вишикувалися для парадного знімка.

- 23-тя артилерійська бригада (Гатчина)

## Командування дивізії

### Начальники дивізії
- 15.03.1851 - 30.03.1853 - генерал-майор (з 06.12.1851  генерал-лейтенант) Романович Іван Гнатович
- 30.03.1853 - 30.03.1862 - генерал-лейтенант Глухов Хрисанф Васильович
- 22.04.1862 - 02.05.1863 - генерал-лейтенант Тетеревніков Микола Кузьмич
- 15.08.1863 - після 03.06.1864 - генерал-лейтенант Швебс Карл Олександрович
- Раніше 07.09.1864 - 19.01.1866 - генерал-майор (з 04.04.1865 генерал-лейтенант) Баумгартен Микола Карлович
- 19.01.1866 - 21.02.1867 - генерал-лейтенант Ган Олександр Федорович
- Хх.хх.1867 - 13.03.1869 - генерал-лейтенант барон Дельвіг Микола Іванович
- 13.03.1869 - 07.05.1883 - генерал-майор (з 28.03.1871 генерал-лейтенант) Рейбніц Костянтин Карлович
- 07.05.1883 - 15.08.1888 - генерал-лейтенант Гліноєцький Микола Павлович
- 15.08.1888 - 03.11.1893 - генерал-лейтенант Батьянов Михайло Іванович
- 10.01.1894 - 15.01.1897 - генерал-майор (з 30.08.1894 генерал-лейтенант) фон Мевес Річард Троянович
- 12.02.1897 - 02.02.1900 - генерал-лейтенант Сіверс Михайло Олександрович
- 01.03.1900 - 09.06.1904 - генерал-лейтенант Андрєєв Михайло Семенович
- 14.08.1904 - 24.12.1905 - генерал-майор (з 06.12.1904 генерал-лейтенант) Воронов Павло Миколайович
- 24.12.1905 - 06.10.1906 - генерал-лейтенант Саранчов Євграф Семенович
- 09.10.1906 - 16.04.1908 - генерал-майор (з 22.04.1907 генерал-лейтенант) Пихачов Микола Аполлонович
- 10.07.1908 - 11.06.1910 - генерал-лейтенант Сіреліус Отто-Леонід Оттович
- 11.07.1910 - 18.06.1915 - генерал-лейтенант Воронін Степан Олександрович
- 01.07.1915 - 22.04.1917 - генерал-лейтенант Кордюков Павло Олексійович
- 30.04.1917 - хх.хх.хххх - командувач генерал-майор Філімонов Борис Петрович